# 傅友德
傅友德（1327年—1394年12月20日），元末宿州人，生于砀山，明朝開國功臣。
傅友德早年参加刘福通军，随李喜喜入蜀。后率部归朱元璋，从徐达北伐。明太祖第二次北伐期间，七战七胜平定甘肃。后与汤和分南北两路取四川，以主帅之职平定云南。以功封颍国公，封太子太师。后遭朱元璋猜忌，在杀死其子后，当着朱元璋的面自杀身亡。

## 生平

### 早年经历
少年驍勇，善於擊刺騎射。並在元末加入劉福通紅巾軍，之後跟隨水寇李喜喜入四川、歸降夏王明玉珍，明玉珍見之不用，遂赴武昌投靠漢王陳友諒。至正二十一年（1361年），於吳王朱元璋進攻江州時率眾歸順。朱元璋与他交谈，觉得他非同寻常，便任他为将。至正二十三年（1363年），跟随常遇春支援安丰，夺取庐州。随后参加鄱阳湖之战，驾轻舟挫败陈友谅军前锋。傅友德多处受伤，却愈战愈猛，又在泾江口拦击汉军，陈友谅战败而死。次年，随征武昌，诸将从城东南的高冠山可俯视城中，却被汉兵占据，诸将相互观望，不愿前进。傅友德率领数百人，一鼓夺之。飞箭射中面颊，穿透两腮，傅友德毫不丧气。武昌平定，他被授为雄武卫指挥使。
傅友德之后跟随徐达攻取庐州，另外率军攻克夷陵、衡州、襄阳。进攻安陆时，傅友德九处受伤，最终攻克安陆，并擒获元将任亮。又随大军下淮东，在马骡港击败张士诚援兵，获战船千艘，又在安丰大败元将竹贞。与陆聚驻守徐州，扩廓帖木儿派李二来攻，驻扎陵子村。傅友德估计寡不敌众，于是坚守不战。当探知元军正四散抢掠时，便率领二千人逆河而上到达吕梁洪，登陆进击，傅友德独自骑着战马，持槊奋力刺向元将韩乙。元军败退。傅友德料到元军还会再来，便迅速返回，打开城门，列阵野外，横戈以待，约定闻鼓即起。李二果然到达，傅友德立即下令鸣鼓，士兵腾跃搏击，破擒李二。傅友德应召回京，晋升为江淮行省参知政事，朱元璋撤掉御前麾盖，命人敲鼓吹号将他送回府宅。

### 参加北伐
至正二十七年，跟隨靖遠大將軍徐達北伐，攻占沂州、青州。元丞相也速来援，傅友德以轻骑诱元军进入伏击点，然后奋力追杀元军，于是攻取德州、沧州。攻克元大都后，傅友德巡察古北口，驻守卢沟桥，攻取大同，回军攻下保定、真定，驻守定州。随后攻山西，攻克太原。扩廓帖木儿自保安来援，万名骑兵突然而至。傅友德率领五十名骑兵将元军冲退，并趁机夜袭元营。扩廓帖木儿仓促逃遁，傅友德率军追至土门关，俘获数以万计。又在石州击败贺宗哲，在宣府击败脱列伯，然后往西会合徐达，围攻庆阳，以一部队军队驻扎灵州，遏制元军援兵，于是攻克庆阳。回京后，被赐白金、文绮。
洪武三年（1370年），傅友德跟随徐达直捣定西，大败扩廓帖木儿。然后率军伐蜀，傅友德率领前锋出一百八渡，夺取略阳，于是进入沔州。又分兵自连云栈攻克汉中。因粮饷不继，回军西安。夏将吴友仁进攻汉中，傅友德率三千骑兵前去援救，进攻斗山寨，命军中士兵燃起十个火把分布山上，夏兵见此惊逃。同年冬天，傅友德被授为开国辅运推诚宣力武臣、荣禄大夫、柱国、同知大都督府事，封为颍川侯，年禄一千五百石，并被授予世券。

### 攻灭明夏

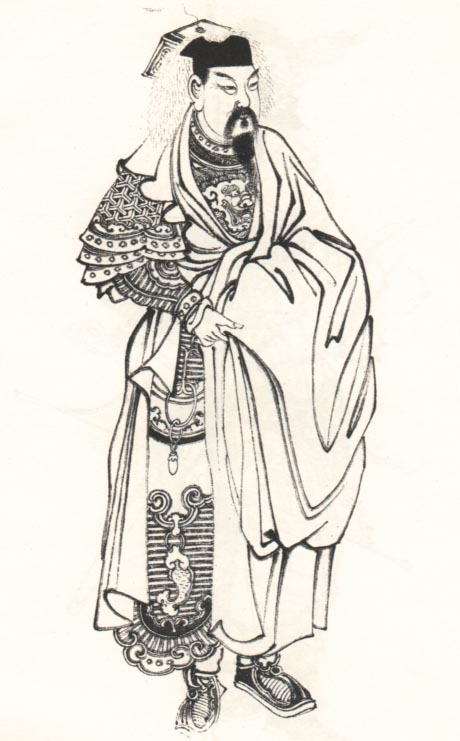
清《晚笑堂画传》所附《明太祖功臣图》之傅友德像

第二年，傅友德担任征虏前将军，与征西将军汤和分道伐蜀。汤和率廖永忠等以水师进攻瞿塘峡，傅友德率顾时等以步兵、骑兵出秦、陇。朱元璋对傅友德说：“蜀人听说我军西伐，必定将其全部精锐部分东守瞿塘，北阻金牛，抵抗我军。如果出其不意，直捣阶、文，门户已毁，腹心自溃。兵贵神速，只怕军队不勇猛啊。”傅友德疾驰至陕，召集诸军声言兵出金牛，而暗地里却率军直趋陈仓，攀援岩石，昼夜行进。抵达阶州，击败夏将丁世珍，攻克此城。夏军弄断白龙江桥。傅友德军修桥渡江，攻破五里关，于是攻克文州。然后渡过白水江，直趋绵州。当时汉江水涨，不能渡江，傅友德军为此伐木营造战舰。为将军威通达瞿塘，于是便削成数千木牌，将攻克阶、文、绵的日期刻上，投入汉水，让它们顺流而下。守军见后，全部解体。
当初，夏军获悉大军西征，丞相戴寿等聚集所有部众防守瞿塘。等到听说傅友德攻克阶、文，直捣江油，才分兵支援汉州，以保成都。还未到达时，傅友德军已经在城下打败其守将向大亨，并对将士说道：“援军远道而来，听说向大亨兵败，便已经丧胆，无能为力了。”然后加以迎击，大败夏军。遂拔汉州，进围成都。戴寿等驱象来战。傅友德下令以强弩火器冲击，身中飞箭却毫不后退，将士也殊死作战。大象调头而跑，踩死许多夏军。戴寿等获悉明升已降，才登记府库、仓廪钱粮，反绑双手到军门投降。成都平定。然后分兵进攻未下州县，攻克保宁，将吴友仁捉拿押送京城，蜀地全部平定。傅友德进攻汉州时，汤和还屯军于大溪口。在江流中得到木牌后才进兵。而戴寿等此时已撤其精兵西救汉州，留下老弱防守瞿塘，所以廖永忠等才得以乘胜直捣重庆，降服明升。因此朱元璋写作《平西蜀文》，盛赞傅友德功劳第一，廖永忠次之。回师之后，傅友德受到朱元璋的赏赐。

### 西征甘肃
洪武五年（1372年），傅友德协助征西将军冯胜远征沙漠，在西凉击败失剌罕，至永昌，击败太尉朵儿只巴，俘获马牛羊十余万。攻取甘肃，射杀平章不花，降服太尉锁纳儿等。至瓜沙州，俘获金银印及各种牲畜二万而返。当时兵出三路，唯独傅友德大获全胜。因主将冯胜因小过获罪，未获奖赏。
第二年复出雁门，傅友德为前锋，俘获平章邓孛罗帖木儿。然后回军镇守北平，陈述五件对国家有利之事。朱元璋都加以采纳。傅友德应召回京，跟随太子朱标在荆山讲武，增加年禄千石。洪武九年，傅友德在延安击败并擒获伯颜帖木儿，降服其部众。朱元璋准备征讨云南，命傅友德巡行川、蜀、雅、播之境，修城郭，补关梁，并以兵威降服金筑、普定诸山寨。洪武十四年（1381年），傅友德辅佐大将军徐达出塞，征讨乃儿不花，北渡黄河，袭击灰山，斩俘甚众。

### 平定云南
洪武十四年（1381年）秋，傅友德担任总兵官，挂征南将军印，率左副将军蓝玉、右副将军沐英，统领步兵骑兵三十万征讨云南。至湖广，傅友德分派都督胡海等率军五万由永宁直趋乌撒，而自己则率大军由辰、沅直趋贵州。攻克普定、普安，降服诸苗蛮。进攻曲靖，大战白石江，擒获元平章达里麻。然后进攻乌撒，沿格孤山向南，与永宁驻军打通联系，派遣两将军直趋云南。元梁王把匝剌瓦尔密在逃跑途中自杀。傅友德在乌撒筑城，少数民族进攻，其军奋力击败少数民族，攻取七星关，以通达毕节。又攻克可渡河，降服东川、乌蒙、芒部诸蛮。乌撒诸蛮复叛，傅友德率军征讨，斩首三万余人，缴获牛马十余万，水西诸部全部投降。十七年，论功时，傅友德进封为颍国公，年禄三千石，并被授予世券。
洪武十九年（1386年），傅友德率军讨平云南少数民族。洪武二十年，协助大将军冯胜在金山征讨纳哈出。洪武二十一年，东川少数民族叛乱，傅友德又任征南将军，率军将其讨平。然后调兵征讨越州叛酋阿资，第二年在普安将其打败。洪武二十三年（1390年），傅友德跟随晋王朱棡、燕王朱棣征讨沙漠，擒获乃儿不花，回军驻守开平，并再征宁夏。第二年，担任征虏将军，防备北平边境。又跟随燕王征讨哈者舍利，追击元辽王。军队刚刚出发，却突然受命班师。元军未做防备，便趁机偷偷深入至黑岭，大败元军而返。傅友德再次出外任职，练兵于山、陕，总管屯田事务。加封为太子太师，不久被遣还乡。

### 晚年经历
傅友德怒声呼喝，陷坚突阵，身冒百死。从偏将升至大将，每战必定身先士卒。虽伤多处，作战却更勇猛，因而屡立战功，朱元璋多次下诏奖励慰劳。其子傅忠，娶寿春公主为妻，其女是晋王世子朱济熺之妃。洪武二十五年（1392年），傅友德请求获得千亩怀远民田。朱元璋不高兴地说：“我给你的年禄、赏赐不薄，你为什么还要去侵犯百姓的利益呢？你没有听说过公仪休的事吗？”不久，傅友德协助宋国公冯胜分兵山西，在大同、东胜一带屯田，并设立十六卫。这年冬天，又在山西、河东练兵。第二年，一起应召回京。
藍玉被殺後，定遠侯王弼私語傅友德：“皇上已經年老，早晚會把我們全部殺掉，我們得自己想個辦法。”朱元璋聽說了此事。洪武二十七年（1394年）冬，朱元璋大宴文武，傅友德有一道菜沒有喫，朱元璋在筵席中指責傅友德不敬，並說：「叫你兩個兒子過來」。傅友德於是離席。有武士傳話：「把他們的人頭帶過來。」不久，傅友德馬上拿了兩個兒子的首級過來，朱元璋驚訝地說：「怎麼那麼快！真是殘忍的人啊！」傅友德從袖中抽出匕首說：「不過是想要我們父子的頭罷了。」於是自刎。朱元璋大怒，流放傅其他沒死的家屬到遼東、雲南，而王弼亦自盡，只留下已故壽春公主（嫁給傅友德長子傅忠）之子傅彦在京。
弘治六年（1493年）九月，晋王朱锺铉援引鄂国公常遇春后人恩例为傅友德五世孙傅瑛请求加一级以奉先祀，被礼部驳回。崇祯十七年（1644年），朱由崧追封他为丽江王，谥武靖。

## 延伸阅读
[在维基数据编辑]
 《國朝獻徵錄·卷之六》，出自焦竑《國朝獻徵錄》
 《明史卷一百二十九》，出自《明史》